# Fokker T.V
Le Fokker T.V était un bombardier moyen bimoteur, décrit comme un « croiseur aérien », construit par Fokker pour la Force aérienne royale néerlandaise.
Il était moderne pour son époque, mais lors de la bataille des Pays-Bas en 1940, il fut surclassé par les avions de la Luftwaffe. Néanmoins, le T.V fut utilisé avec succès contre l'attaque allemande aux Pays-Bas.

## Conception et développement
Au début des années 1930, la Luchtvaartafdeeling ou LVA (c'est-à-dire la Force aérienne royale néerlandaise) s'est intéressée au luchtkruiser (croiseur aérien) concept d'un avion polyvalent, qui aurait un rôle de premier plan pour intercepter et pour détruire les formations de bombardiers ennemis, avec un rôle secondaire comme bombardier à long rayon d'action, selon le colonel P.W. Best, commandant de la Luchtvaartafdeeling qui déclarait le 28 mars 1935 que l'avion luchtkruiser doit être acheté en grand nombre si possible, et proposait même d'annuler l'achat de l'avion de chasse Fokker D.XXI pour débloquer des fonds.
Pour répondre à cette exigence, Fokker développa le T.V, un monoplan bimoteur, de cinq places. Il comprenait une aile en bois, tandis que le fuselage était d'une construction mixe, avec un fuselage central monocoque en bois, un recouvrement du fuselage arrière en tissu sur tube d'acier et une partie à l'avant du fuselage en duralumin. Bien que cette méthode de construction est typique pour les avions Fokker, elle était obsolète par rapport aux avions semblables à l'époque, qui étaient normalement de construction entièrement métallique. Il était équipé d'un canon de 20 mm dans le nez pour répondre à l'exigence de la partie bombardier destroyer, et de quatre mitrailleuses défensives Browning, une dans chacun des postes, dorsale, ventrale et dans la queue, l'une d'elles étant capable d'être déplacée entre deux positions. Il avait un râtelier sous le fuselage central capable de transporter jusqu'à 1 000 kg de bombes.
Un contrat fut signé pour 16 T.V le 7 décembre 1936 et le premier avion (aucun prototype en tant que tel) effectua son premier vol aux mains d'Emil Meinecke le 16 octobre 1937 à l'aérodrome de Schiphol.

## Histoire opérationnelle
Les 11 premiers T.V, désormais considérés comme des bombardiers moyens, furent livrés en 1938, les 4 derniers l'étant en 1939. Bien qu'il ait de bonnes caractéristiques de manœuvrabilité, il souffrait de problèmes de fiabilité avec ses moteurs et ses hélices, et à l'été 1939, les Pays-Bas envisageaient d'acquérir 24 Dornier Do 215 pour les remplacer. Malgré tous les Fokker T.V formaient l'escadrille de la Bom. V.A de la LVA basée à Schiphol. Les T.V reçurent les numéro en blanc de 850 à 865.
Le 10 mai 1940, l'Allemagne envahit les Pays-Bas (voir la bataille des Pays-Bas), la Belgique et le Luxembourg. Le T.V participa alors à son premier combat. Des T.V décollèrent de l'aérodrome de Schiphol pour éviter une attaque aérienne, huit T.V affrontèrent une formation de bombardiers allemands, descendant deux d'entre eux. Ensuite, le T.V retourna à son rôle premier de bombardier, étant utilisé dans des attaques contre le parachutage de troupes aéroportées allemandes sur La Haye et Rotterdam. À la fin du premier jour de combat, seulement deux T.V étaient encore en état de voler, et ils furent envoyés contre les ponts sur la Meuse à Rotterdam le 11 mai, où un autre avion fut abattu. Le dernier T.V décolla le 13 mai pour une mission de bombardement de deux ponts routiers et ferroviaires à Moerdijk et était escorté par deux Fokker G.I. Ils réussirent à rejoindre leur première cible sans être détectés, mais la bombe n'explosa pas. Les trois appareils furent attaqués par neuf Bf 109 et abattus.
Comme le T.V n'avait pas de réservoirs d'essence auto-obturants, il eut rapidement la réputation de prendre en feu quand il était touché par un tir ennemi.
Une version quadrimoteurs du bombardier à moteur Bristol Hercules de 1 394 ch est envisagé, son nom de code : Fokker T.W ! Mais aucun prototype ne fut construit à la suite de la capitulation des Pays-Bas, ce qui arrêta toutes recherches. L'estimation de sa vitesse maximale aurait été de 460 km/h !

## Sources
- (en) Cet article est partiellement ou en totalité issu de l’article de Wikipédia en anglais intitulé « Fokker T.V » (voir la liste des auteurs).

### Développement lié
- Fokker T.IX

### Aéronefs comparables
- Bristol Blenheim
- Bell YFM-1 Airacuda
- PZL.37 Los
- Messerschmitt Bf 110